# 박성준 (골프 선수)
박성준(1986년 6월 9일~)은 대한민국의 골프 선수이다.